# Paul Germain (homme politique)
Pour les articles homonymes, voir Paul Germain et Germain.
Paul Germain, né le 20 novembre 1858 à Saint-Aubin-le-Cloud (Deux-Sèvres) et mort le 21 avril 1944 à Saint-Michel-sur-Loire, est un homme politique français.

## Biographie
Paul Germain est le fils de Victor Alexandre Germain, maire de Saint-Aubin-le-Cloud pendant trente années, et de Marie Gabrielle Pineau. Il épouse Marie Émile Bry, fille de Clément Frédéric Eugène Bry et de Marie Émélie Goisnard.
Exploitant viticole, il est président du comice agricole de Chinon à partir de 1906 et de l'Union vinicole d'Indre-et-Loire à partir de 1914. Il est le fondateur et vice-président de la Confédération des vignerons du Centre et de l'Ouest. Président de la société des décorés du mérite agricole, il fonde et préside également plusieurs sociétés mutuelles.
Conseiller municipal de Saint-Michel-sur-Loire en 1896, il en devient maire en 1912. La même année, il entre au conseil général d'Indre-et-Loire, qu'il préside de 1922 à 1940. Il est également conseiller d'arrondissement de 1901 à 1912. Il est élu sénateur en 1934. Le 10 juillet 1940, il vote les pleins pouvoirs au maréchal Pétain et se retire dans les Deux-Sèvres.

## Sources
- « Paul Germain (homme politique) », dans le Dictionnaire des parlementaires français (1889-1940), sous la direction de Jean Jolly, PUF, 1960 [détail de l’édition]